# (35196) 1994 JC8
1994 JC8 (asteroide 35196) é um asteroide da cintura principal. Possui uma excentricidade de 0.08180380 e uma inclinação de 5.12599º.
Este asteroide foi descoberto no dia 11 de maio de 1994 por Spacewatch em Kitt Peak.